# علم سياسة الدين
علوم سياسة الدين أو السياسة والدين أو الدين والسياسة هي واحدة من احدث الفروع الجانبية للعلوم السياسية. وقد تم تأسيسها في العقود الأخيرة للقرن العشرين.

## نطاق البحث
مجالات بحثها الأساسية هي:
- جميع نواحي التعليمات والممارسات الدينية والتي تتضمن المضامين والرسائل السياسية المباشرة، مثل الفهم الديني للحكومة والقوة والسلطة السياسية والدولة والتنظيم السياسي والحرب والسلام، الخ؛
- جميع نواحي السلوك والممارسة الدينية والتي لا تتضمن المضامين والرسائل السياسية المباشرة، لكن لهما عواقب سياسية مباشرة، مثل إنشاء الصروح الدينية والحج، الخ؛
- مواقف ومواقع الجوانب السياسية في السياق الضيق نحو الدين والجماعات الدينية، مثل مواقف الأحزاب السياسية ومجموعات الضغط نحو الدين والجماعات الدينية؛
- كل ما هو في اطار السلوك الاجتماعي العلماني البحت والذي يبدو على النقيض من ذلك والذي ليس لديه دوافع دينية ولكن مع ذلك يسبب عواقب دينية، نذكرعلى سبيل المثال لايمكن الاحتكار الاقتصادي من قبل مجموعة دينية ضمن مجتمع متعدد الديانات - بدون أن يسبب عواقب سياسية.

وبناء على ما تم ذكره اعلاه فمن الممكن أن نعرف علوم سياسة الدين على أنها إحدى احدث فروع العلوم السياسية التي تبحث في تأثير الدين على السياسة وتأثير السياسة على الدين، مع تركيز خاص على ترابط الجوانب السياسية، بسياق ضيق، والدين والجماعات الدينية.
ان هذا الحقل من البحث هو في مرحلة التطوير الثابت. فعلم سياسة الدين يدرس، تقريبا، في كل أقسام علم السياسة في الجامعات في الولايات المتحدة. وجمعية علم السياسة الأمريكية لها قسم الدين والسياسة.
كما يتزايد تطويرها ويتم تدريسها في أوروبا ودول البلقان وأوروبا الشرقية. فقد تم إلقاء أول محاضرة لعلوم سياسة الدين في بلغراد عام 1993 في كلية العلوم السياسية لجامعة بلغراد/ صربيا.
وكذلك تم إصدار أول مجلة نصف سنوية بعنوان السياسة والدين في بغلراد/ صربيا في شهر شباط للعام 2007 من قبل مركز بحوث الدين والتسامح الديني، برئاسة التحرير الدكتور ميروليوب يفتيتش، أستاذ في كلية العلوم السياسية، جامعة بلغراد، صربيا.

## وصلات خارجية
- http://www.politicsandreligionjournal.com
- http://www.fpn.bg.ac.yu/eng/pages/p_id1/o_p.html نسخة محفوظة 11 أكتوبر 2009 على موقع واي باك مشين.
- Miroljub Jevtic, Religion as Political Science Research Subject, Религия и политика, стр.45-46, Благоевград, 2005, ISBN 954-8118-39-4 (ميروليوب يفتيتش، الدين كموضوع بحث العلوم السياسية، بلاغوفغراد، بلغاريا، 2005، ص 45-46)
- Мирољуб Јевтић, Религија и политика-увод у политикологију религије, стр.15 Институт за политичке студије и Факултет политичких наука, Београд, 2002, ISBN 86-7419-048-0 (ميروليوب يفتيتش، السياسة والدين - مقدّمة إلى علم سياسة الدين، معهد الدراسات السياسية وكلية العلوم السياسية، بلغراد، 2002، ص 15)
- Miroljub Jevtic, Political Science and Religion, Политикологија религије, бр.1/2007 Вол.I, стр.63-64, Београд, ISSN 1820-6581 (ميروليوب يفتيتش، العلوم السياسية والدين، علم سياسة الدين، المجلة، 1/2007، ص 63-64، بلغراد)
- http://www.politicsandreligionjournal.com/PDF/broj1/Political_science_and_religion.pdf نسخة محفوظة 20 نوفمبر 2008 على موقع واي باك مشين.

Miroljub Jevtic, Religion and Power –Essays on Politology of Religion, ed. Prizren: Diocese of Ras-Prizren and Kosovo-Metohija, Belgrade: Center for study of religion and religious tolerance, 2008, ISBN 978-86-82323-29-7, COBISS.SR-ID: 153597452, стр.268-2 (ميروليوب يفتيتش، الدين والقوة – مقالات حول علم سياسة الدين، بريزران: ابرشية راس – بريزران وكوسوفو – ميتوحيا، بلغراد: مركز الدراسات الدينية والتسامح الديني، 2008) ISBN 978-86-82323-29-7, COBISS.SR-ID: 153597452, pp. 268–269